# 偉鑒門
偉鑒門（いかんもん）は、平安京大内裏の外郭十二門のひとつである。

## 構造
大内裏の北面中央にあった門で、唐制の玄武門に相当する。
大きさは5間、3戸、切妻造、瓦葺の門だった。
左右の衛門府が1年交替で警固にあたった。

## 名称
「玄武門」「不開門（あかずのもん）」とも呼ばれた（『掌中歴』）。花山天皇が出家した際にここから出たことから門を閉め以後開かれなくなったか、と『拾芥抄』にある。
元は猪養氏がこれを監したことがその名称の由来（ゐかひ →ゐかん）。当初「猪使門」または「猪養門」と書かれていたが、818年（弘仁9年）に額を改め、橘逸勢の筆額を掲げた。

## 終焉
989年（永祚元年）8月に大風に転倒した。
1098年（承徳2年）には藤原隆仲が石見守の重任と引き換えに門を修造した（成功）。
1156年（保元元年）3月焼失した。